# Bela Cruz
Bela Cruz es un municipio brasileño del estado de Ceará, localizado en la microrregión del Litoral de Camocim y Acaraú mesorregión del Noroeste Cearense. Su población estimada en 2008 era de 35.000 habitantes.

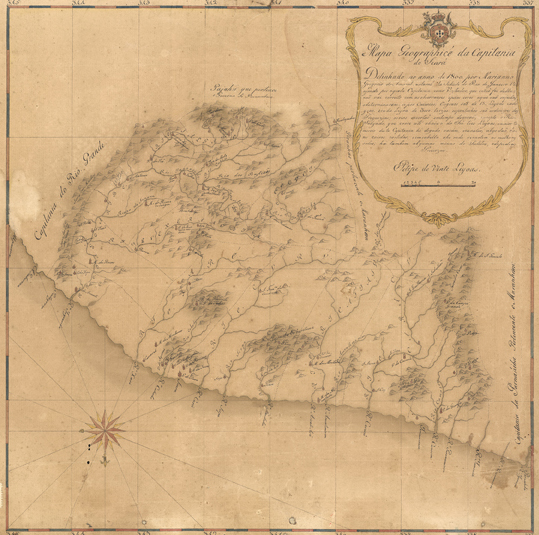
Mapa del Ceará en 1800, con importancia para Bella Cruz

## Etimología
El topónimo Bela Cruz hace alusión a un crucero de clase construido por el misionero Fray Vidal da Peña. Su denominación original era Alto da Genoveva, después Santa Cruz do Acaraú y desde 1938, Bela Cruz.

## Historia
Situado en el área de los Tremembé, un área conocida y cartografiada por los portugueses en el siglo XVII. Surge como núcleo urbano a partir del siglo XVIII.

## Política
La administración municipal se localiza en la sede: Bela Cruz.

## Subdivisión
El municipio tiene 2 distritos: Bela Cruz(sede) y Plata.

## Geografía

### Clima
Tropical caliente semiárido con un promedio de lluvias media de 1.093 mm con lluvias concentradas de enero a abril.

### Hidrografía y recursos hídricos
Las principales fuentes de agua son: ríos: Acaraú y Inhanduba, riachos: de la Plata y del Río; lagunas: J. de Sá, del Mato, del Grueso y Santa Cruz; represas: de Araticum, del Plata y del Cajueirinho y diversos ríos que fluyem para los principales ríos y arroyos.

### Relieve y suelos
Región costera formada por dunas e islas, como la Isla del Roca. No posee grandes elevaciones.

### Vegetación
Buena parte del territorio es cubierto por la caatinga arbustiva abierta y densa, más al interior, y por plantas costeras.

## Economía
Es un centro productor de cajú y de mandioca, algodón arbóreo y herbáceo, maíz y frijol. Ganadería: bovino, porcino y avícola.
Industrias: 7(dos inmobiliarias, tres de productos alimenticios, y dos de productos minerales no metálicos).